# 단위정육면체

Unit cube

단위정육면체(unit cube)는 각 변을 단위로 나타냈을 때 1 단위인 정육면체를 말한다.

## 같이 보기
- 입방 배적 문제
- 단위정사각형
- 단위구